# Leonhard Müller (Telemarker)
Leonhard Müller (* 27. November 1991) ist ein deutscher Telemarker.

## Werdegang
Bei den länderoffenen deutschen Telemark‐Meisterschaften 2015 kam Müller auf den fünften Platz. Am Ende der Saison 2014/15 war er als Gast bei den Schweizer Meisterschaften und belegte den siebenten Platz. Am 27. November 2015 gab er sein Debüt im Telemark-Weltcup in Hintertux und kam im Classic-Sprintrennen nicht ins Ziel. Einen Tag später erreichte er mit Platz 17 im Parallelsprint seine ersten Weltcuppunkte. Im weiteren Verlauf der Saison erreichte er bei seinem Heimrennen in Bad Hindelang im Parallelsprint mit Platz neun seine beste Saisonplatzierung. In der Weltcupgesamtwertung belegte er den 26. Platz, im Classic den 16. Platz, im Classic Sprint den 32. Platz und Parallelsprint 24. Platz. 

## Erfolge

### Weltcup
- Weltcupplatzierungen

| Saison  | Gesamt | Riesenslalom | Classic | Classic Sprint | Parallelsprint |
| ------- | ------ | ------------ | ------- | -------------- | -------------- |
| 2015/16 | 26.    | –            | 16.     | 32.            | 24.            |